# Payback (2014)
Payback (2014) — щорічне pay-per-view шоу «Payback», що проводиться федерацією реслінгу WWE. Шоу відбулося 1 червня 2014 року у Олстейт-арена в Роузмонт (Іллінойс), США. Це було друге шоу в історії Payback. Вісім матчів відбулися під час шоу та ще один перед показом.